# Thrones
A Thrones egyszemélyes amerikai doom metal/experimental rock/noise rock/avantgárd metal projekt.

## Története
Egy tag alkotja: Joe Preston (ex-Earth, Melvins, High on Fire). Első kiadványa egy cím nélküli kazetta volt, amelyet a "Punk in My Vitamins?" kiadó jelentetett meg 1994-ben. Ezzel a kazettával indult a projekt. Ugyanebben az évben egy kislemezt is piacra dobott. 1996-ban leszerződött a Communion Recordshoz és piacra dobta első stúdióalbumát. 1998-ban kiadóváltás történt, a Thrones a Kill Rock Stars kiadóhoz szerződött le. Ebben az évben megjelentette második kislemezét.
Joe Preston a következő mondattal kezdi koncertjeit: "Hi, we're Thrones!", annak ellenére, hogy egyszemélyes zenekarról van szó. Lemezeit több kiadó is megjelentette az évek alatt: Punk in My Vitamins?, Kill Rock Stars, Southern Lord Records, Conspiracy Records, Soda Girl Records, Communion Records, Voice of the Sky Records.

## Diszkográfia
- Demó kazetta (1994)
- Reddleman (kislemez, 1994)
- Alraune (album, 1996)
- The Suckling (kislemez, 1998)
- Senex (kislemez, 1999)
- Thrones/Behead the Prophet/No Lord Shall Live split lemez (1999)
- White Rabbit (EP, 1999)
- Sperm Whale (EP, 1999)
- Sperm Whale/White Rabbit (2000)
- Day Late, Dollar Short (válogatáslemez, 2005)
- Late for Dinner (kislemez, 2010)